# Геджагёзлю
Геджагёзлю (азерб. Gecəgözlü) — село в Айбасанлинской административно-территориальной единице Физулинского района Азербайджана, расположенное на предгорной равнине, в 4 км к юго-востоку от города Физули.

## Топонимика
Название села происходит от названия ветви племени джеванширов геджагёзлю, живших в Карабахе.

## История
В годы Российской империи село Кеджакезлу входило в состав Джебраильского уезда Елизаветпольской губернии.
В советские годы село входило в состав Физулинского района Азербайджанской ССР. В результате Первой карабахской войны в августе 1993 года перешло под контроль непризнанной Нагорно-Карабахской Республики.
21 октября 2020 года президент Азербайджана Ильхам Алиев заявил, что азербайджанская армия освободила село Геджагёзлю.

## Население
По данным «Свода статистических данных о населении Закавказского края, извлеченных из посемейных списков 1886 года» в селе Кеджакезлу Шихлинского сельского округа Джебраильского уезда Елизаветпольской губернии было 50 дымов и проживало 244 азербайджанца (указаны как «татары»), которые были шиитами по вероисповеданию и крестьянами.
По данным «Кавказского календаря» на 1912 год в селе Геджа-Гезлу Карягинского уезда проживало 300 человек, в основном азербайджанцев, указанных в календаре как «татары».